# تورو أونيكي
تورو أونيكي (باليابانية: 鬼木 達) (20 أبريل 1974 في فوناباشي في اليابان – )؛ هو لاعب كرة قدم ياباني سابق كان يلعب كلاعب وسط.

## وصلات خارجية
- تورو أونيكي على موقع رابطة كرة القدم اليابانية للمحترفين (اليابانية)
- تورو أونيكي على موقع قاعدة بيانات كرة القدم.إي يو (الإنجليزية)
- تورو أونيكي على موقع Soccerway.com (الإنجليزية)
- تورو أونيكي على موقع عالم كرة القدم.نت (الإنجليزية)
- تورو أونيكي على موقع كووورة